# Abigail (moglie di Davide)

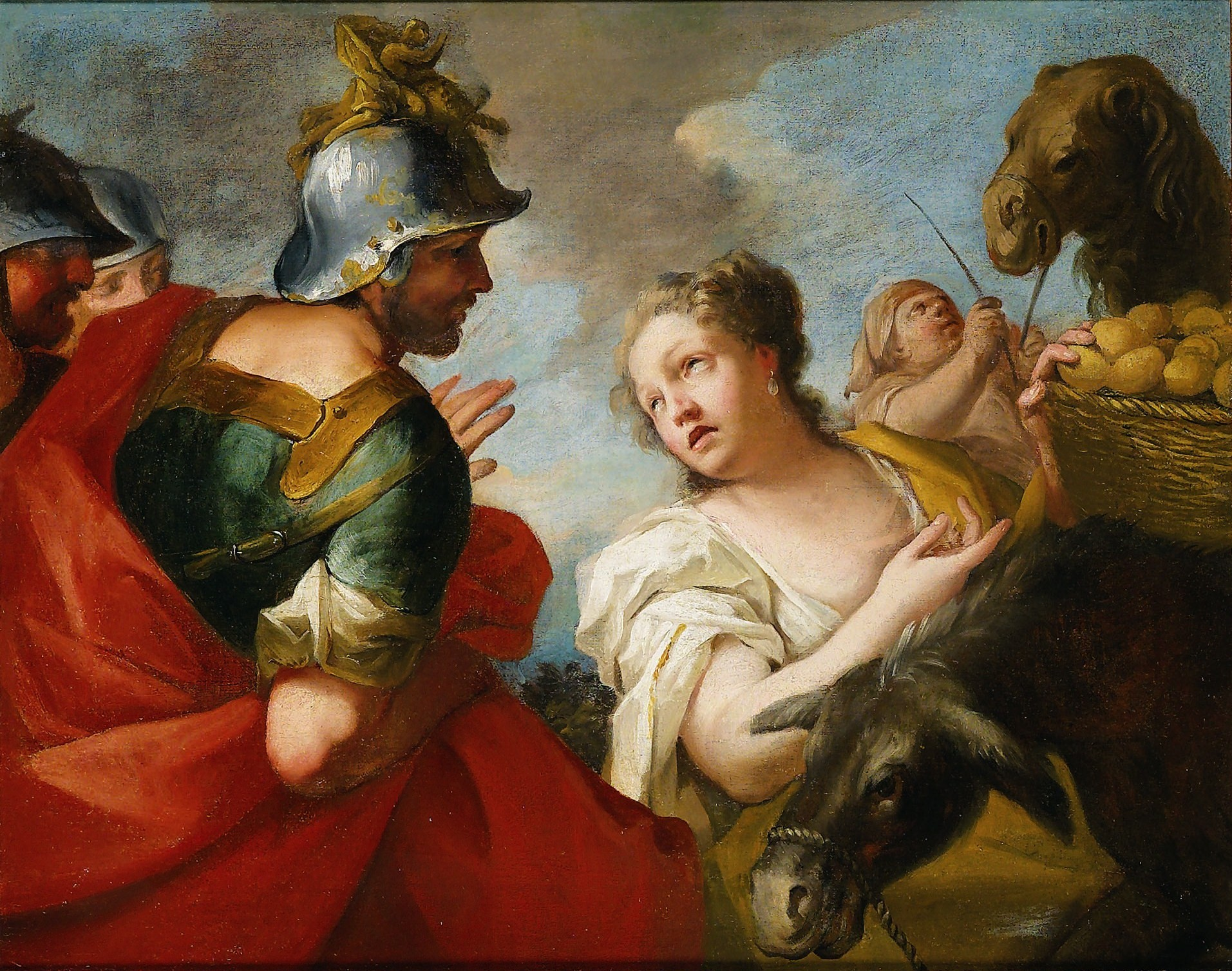
Davide e Abigail (Antonio Molinari)

Abigail è un personaggio biblico, moglie dapprima di Nabal e poi di Davide, dal quale ebbe il figlio Kileab.

## Abigail nella Bibbia
La sua vicenda è narrata nel primo libro di Samuele.
Abigail, donna "di buon senso e di bell'aspetto", era moglie di Nabal di Carmel, ricco proprietario di armenti della stirpe di Caleb.
Trovandosi in difficoltà nel deserto, Davide mandò i suoi servi da Nabal a chiedergli provviste, ricordandogli della protezione precedentemente offerta dalla sua gente ai suoi uomini e ai suoi greggi, ma Nabal li respinse con arroganza. Davide, offeso e adirato, decise di vendicarsi attaccando Nabal per uccidere tutti i maschi della sua famiglia.
Quando Abigail venne avvertita dell'imminente attacco, di nascosto dal marito e con l'aiuto dei servi, caricò sugli asini un gran numero di vettovaglie (pane, vino, montoni, grano tostato, uva passa, fichi secchi) e si recò da Davide, gettandosi ai suoi piedi e supplicandolo di perdonare l'offesa subita e di risparmiare la sua gente.
Davide, commosso, desistette dal suo proposito di vendetta e ringraziò Abigail per avergli impedito di compiere una strage.
Nabal morì dieci giorni dopo e Davide ne sposò la vedova.
Abigail fu la madre del secondo figlio di Davide, chiamato Kileab o anche Daniele, nato mentre si trovavano a Ebron.